# Ramularius brunneus
Ramularius brunneus är en skalbaggsart som beskrevs av Stefan von Breuning 1967. Ramularius brunneus ingår i släktet Ramularius och familjen långhorningar. Inga underarter finns listade i Catalogue of Life.